# سكوت أرمسترونغ (سياسي)
سكوت أرمسترونغ هو سياسي كندي، ولد في 9 يوليو 1966 في كندا. حزبياً، نشط في حزب المحافظين الكندي. وقد انتخب عضو مجلس العموم الكندي.